# 波塞冬
波塞頓（羅馬化：Poseidō̂n），又譯波塞冬、波色伊登、波色伊东、波西頓，是古希臘宗教和神話中的十二奧林匹斯神之一，掌管大海、風暴、地震和戰馬。 他是海員的保護者，也是許多希臘城市和殖民地的守護者。 在愛琴文明中，波塞冬在皮洛斯和底比斯被尊為主神，崇拜者稱其為“撼動土地者”。 波塞冬在大多數希臘人中保持著這兩種聯繫：他被認為是馴馬者或馬之父，他揮動三叉戟創造了泉水（在希臘語中，這兩個詞是相關的）。 他的羅馬對應版本是涅普頓。
荷馬和赫西俄德暗示，波塞冬成為海洋之王時，他的父親克洛諾斯被推翻，世界由克洛諾斯的三個兒子抽籤瓜分； 宙斯被賦予了天空，黑帝斯被賦予了冥界，波塞冬被賦予了海洋，地球和奧林匹斯山屬於這三者。 在荷馬的《伊利亞特》中，波塞頓在特洛伊戰爭期間支持希臘人對抗特洛伊人； 在《奧德賽》中，在從特洛伊回到伊薩卡的海上航行中，希臘英雄奧德修斯因弄瞎波塞頓之子獨眼巨人波利菲摩斯而激怒波塞冬，導致波塞冬用風暴懲罰之，進而導致奧德修斯的船和同伴完全喪失，並將返鄉時程推遲十年。 波塞頓也是荷馬史詩的主題。 在柏拉圖的《蒂邁歐篇》和 Critias 中，傳說中的亞特蘭提斯島是波塞冬的領地。 
根據傳說，雅典娜在與波塞頓競爭後成為雅典城的守護神，儘管他以代理人Erechtheus的形式留在雅典衛城。 戰鬥結束後，波塞頓向阿提卡平原送出巨大洪水，以懲罰沒有選擇他的雅典人。

## 傳說

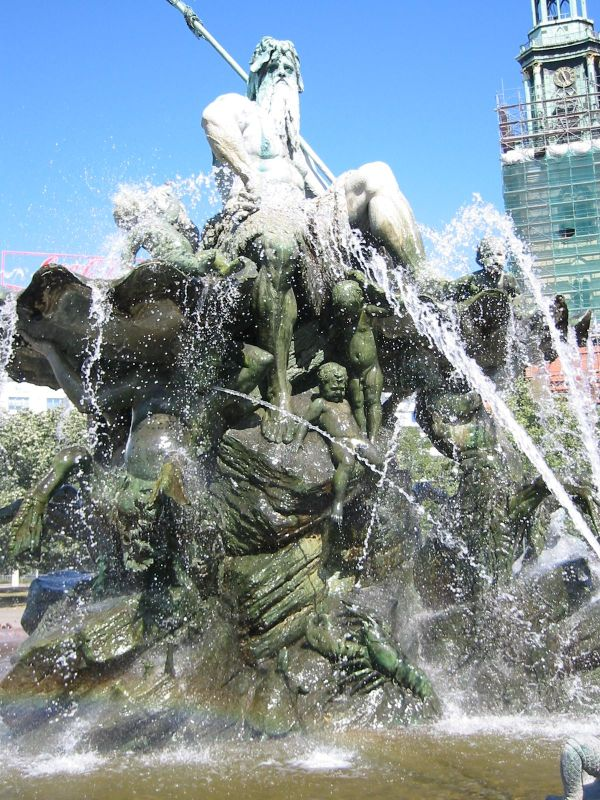
位于柏林的一处波賽頓雕像的噴水池

波塞冬是海神和水神，亦被称为大地的撼動者或地震製造者，他的威力与大地无穷无尽的生命力及洪水相匹敌。他在爱琴海中建立了住所，书中有云：他在海上建立了辉煌的宫殿，他常乘座金鬃铜蹄骏马所曳云车巡行，他手握精巧锻制的鞭。

### 传奇武器和象徵物

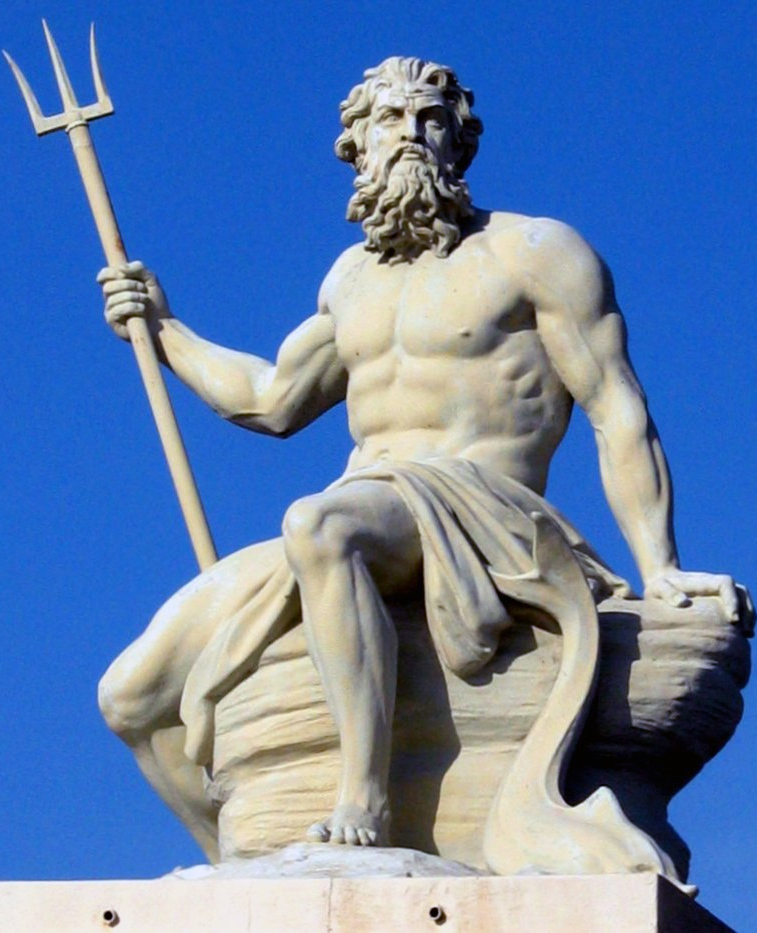
座落在哥本哈根的波賽頓雕塑

在討伐克羅諾斯時，獨眼巨人送給宙斯雷霆，給波塞頓三叉戟，給黑帝斯隱形頭盔。此後波塞頓經常手持三叉戟，成了他的标志。当他愤怒时海底就会出现怪物，挥动三叉戟能轻易掀起滔天巨浪，引起风暴和海啸來使大陆沉没、天地崩裂，甚至能引发震撼整个世界的强大地震。然而象征他的圣兽海豚則代表了海的宁静和波塞頓亲切的神性。爱琴海附近的希腊海员和渔民对他极为的崇拜。
波塞冬的三叉戟并非只用来当武器，也被用来击碎岩石，从裂缝中流出的清泉浇灌大地，使农民五谷丰登，所以波塞冬又被称为丰收神。波塞冬也给予了人类第一匹马，他乘座的战车就是用金色的战马所拉的，当他的战车在大海上奔驰时，波浪会变的平静，并且周围有海豚跟随。

### 個性
波塞冬的神性广泛，有强烈的侵略性和极大的野心。他曾密謀夺取宙斯的天帝宝座，但被宙斯发觉，把他放逐到地上受刑，耗時三年帮助拉奧墨多王修建特洛伊城。
他常与诸神交战，與雅典娜在雅典和特罗森争霸。一次他和雅典娜就新城雅典起名之事争吵，最后被迫向雅典娜让步。另一次他因科林斯的国王之故与阿波罗激烈争吵，最后以胜利告终。

### 雅典城事件
波塞冬曾與智慧女神雅典娜爭奪對雅典城的保護權，以便能掌握這個富裕城市的財富。波塞頓戟敲擊海面，海面上跃出一匹骏马；雅典娜将长矛插在地上，地上长出了一颗橄榄树。骏马是战车的带动力，象征着战爭；而橄榄树是和平的象征，並擁有可觀的農業價值。宙斯主持奥林匹斯众神投票裁决，雅典娜以多數票胜出。

## 私生活

### 愛情
波塞頓和宙斯一样愛好女色。他的妻子安菲屈蒂在成为王后之前是海河中的美丽海仙女。有一天她和姐妹們在納克索斯島上跳舞，波塞頓一見鍾情。除了安菲屈蒂，海精靈們都願意當波賽頓的新娘，於是波塞頓便瘋狂迷戀安菲屈蒂。安菲屈蒂在海豚的勸說之下才答應成為海神的王后。他們生出來的獨生子叫做特里同，上半身是人身，下半身是魚尾，而且長滿了海藻，是个男美人魚。这位海中的王子，繼承了父親喜好女色的個性，娶了幾個海中仙女，和她們發生性關係。其子女都會吹海螺，在祖父、祖母出遊时，就鳴螺開道。

### 子女
波塞頓像宙斯一樣还与各個情人生了很多儿子，但比起宙斯底下各个俊男美女差一些，波塞頓的私生子多是巨人和粗野的英雄。他和自然女神涅瑞伊得斯生的一群儿子叫库克罗佩斯，其中独眼巨人波吕斐摩斯特别出色，但后来被奥德修斯給刺瞎了眼睛。
波塞頓与地母盖亚（波塞頓的祖母）生了个巨人儿子安泰，又称安泰俄斯，安泰特别恋母，睡觉都不用床，直接躺在大地母亲的怀抱，安泰生性好斗，所有经过利比亚的人都必须和他格斗，他在格斗时只要不离开大地，就能从大地母亲的身上汲取力量，当他遇到宙斯的英雄儿子海克力士时，被三次打倒都无损伤，但海克力士发现了他恢复力气的秘密，也是他用强有力的手臂把安泰举在空中，然后将他給掐死，人们习惯上用这个故事来比喻，人离不开大地，或英雄离不开人民。

## 後世影響

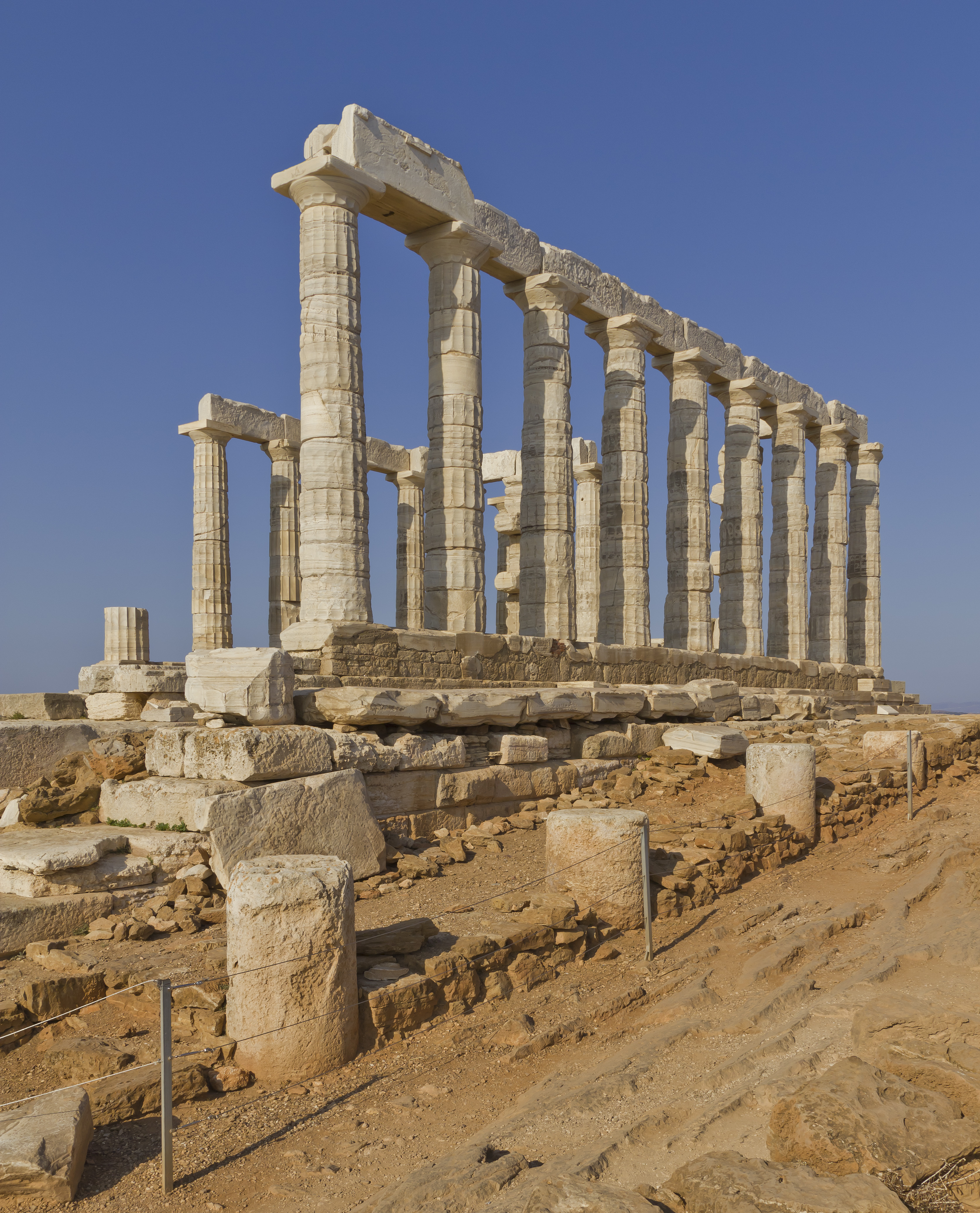
希臘阿提卡半島蘇尼恩角的波塞頓神廟

### 海王星的命名
發現之後的一段時間，海王星不是被稱為天王星外的行星就是勒維耶的行星。伽雷是第一位建議取名的人，他建議的名稱是Janus（羅馬神話中看守門戶的雙面神）。在英國，查理士將之命名為Oceanus；在法國，Arago建議稱為勒維耶，以回應法國之外強烈的抗議聲浪。法國天文年曆當時以赫歇耳稱呼天王星，相對於以勒維耶稱呼這顆新發現的行星。同時，在分開和獨立的場合，亞當斯建議修改天王星的名稱為喬治，而勒維耶經由經度委員會建議以Neptune（海王星）作為新行星的名字。Struve在1846年12月29日於聖彼得堡科學院挺身而出支持勒維耶建議的名稱。很快的，海王星成為國際上被接受的新名稱。在羅馬神話中的Neptune等同於希臘神話的Poseidon，都是海神，因此中文翻譯成海王星。 新發現的行星遵循了行星以神話中的眾神為名的原則，而除了天王星之外，都是在遠古時代就被命名的。

### 文學方面
- 美國著名奇幻小說《波西傑克森》系列裡，波塞頓為主角波西·傑克森的父親。
- 中国爱情小说《我的波塞冬》的主角，同名电视剧中由张云龙饰演。

### 特攝、動漫和遊戲
- 日本漫画家车田正美的代表作《圣斗士星矢》中的波塞冬，海鬥士的領袖與女神雅典娜產生對峙。
- 動畫《戰鬥陀螺 鋼鐵奇兵》的戰鬥陀螺 暗黑海皇（海王星/水瓶/希臘神話海神波賽頓與羅馬神話海神涅普頓）145WD。
- 漫画《終末的女武神》中為神對人的最終對決的第三回合當中眾神方的鬥士。
- 動畫《數碼暴龍App世代》的波塞冬獸，為王者獸和美麗獸應用合體後的姿態。擁有無敵能力的神應用獸。被譽為澎湃大海的霸者。
- 日本特攝電影《假面騎士×假面騎士 Fourze & OOO Movie大戰 Mega Max》中的惡役騎士「假面騎士Poseidon」。
- 動畫《海綿寶寶》的海神王。
- 美國動畫《宙斯之血》的海王波賽頓。
- 很多遊戲也有採用波塞冬的形象。
- 迪士尼經典動畫長片《大力士》中的神之一。
- 南韓製播的電視動畫《天神向前衝》中的海神，眾神之王宙斯的二哥，為奧林匹斯十二主神之一。

### 其他
- 有傳說認為波塞頓為柏拉圖之遠祖。
- 波音的P-8海上巡邏機以波賽頓的名字命名。

## 外部連結
维基共享资源上的相關多媒體資源：波塞冬